# 음력 7월 11일
음력 7월 11일은 음력 7월의 11번째 날이다.

## 사건
- 2003년 - 고모역 열차 추돌 사고 발생.

## 문화
- 2005년 - 서울특별시에서 8.15 광복을 기념하는 콘서트가 진행, 조선민주주의인민공화국에서 매스게임 아리랑을 개최했다.

## 탄생
- 1365년 - 조선의 태종비 원경왕후 민씨.
- 1876년 - 대한민국의 독립운동가 김구.

## 사망
- 1371년 - 고려의 승려 출신 정치가 신돈

## 같이 보기
- 음력 360일: 1월 2월 3월 4월 5월 6월 7월 8월 9월 10월 11월 12월
- 전날:7월 10일 다음날:7월 12일 - 전달:6월 11일 다음달:8월 11일
- 양력:7월 11일
- 음력, 윤달